# هوبير ماير
هوبير ماير (بالألمانية: Hubert Meyer)‏ هو ضابط وكاتب ألماني، ولد في 5 ديسمبر 1913 في برلين في ألمانيا، وتوفي في 16 نوفمبر 2012 في ليفركوزن في ألمانيا.